# Doire de Vény
Pour les articles homonymes, voir Doire et Veny.
La Doire de Vény, en italien Dora di Vény, est un torrent d'Italie s'écoulant dans le val Vény entre le lac de Combal où il prend sa source au pied du glacier du Miage et sa confluence à Entrèves avec la Doire de Ferret qui donne naissance à la Doire Baltée, affluent du Pô.

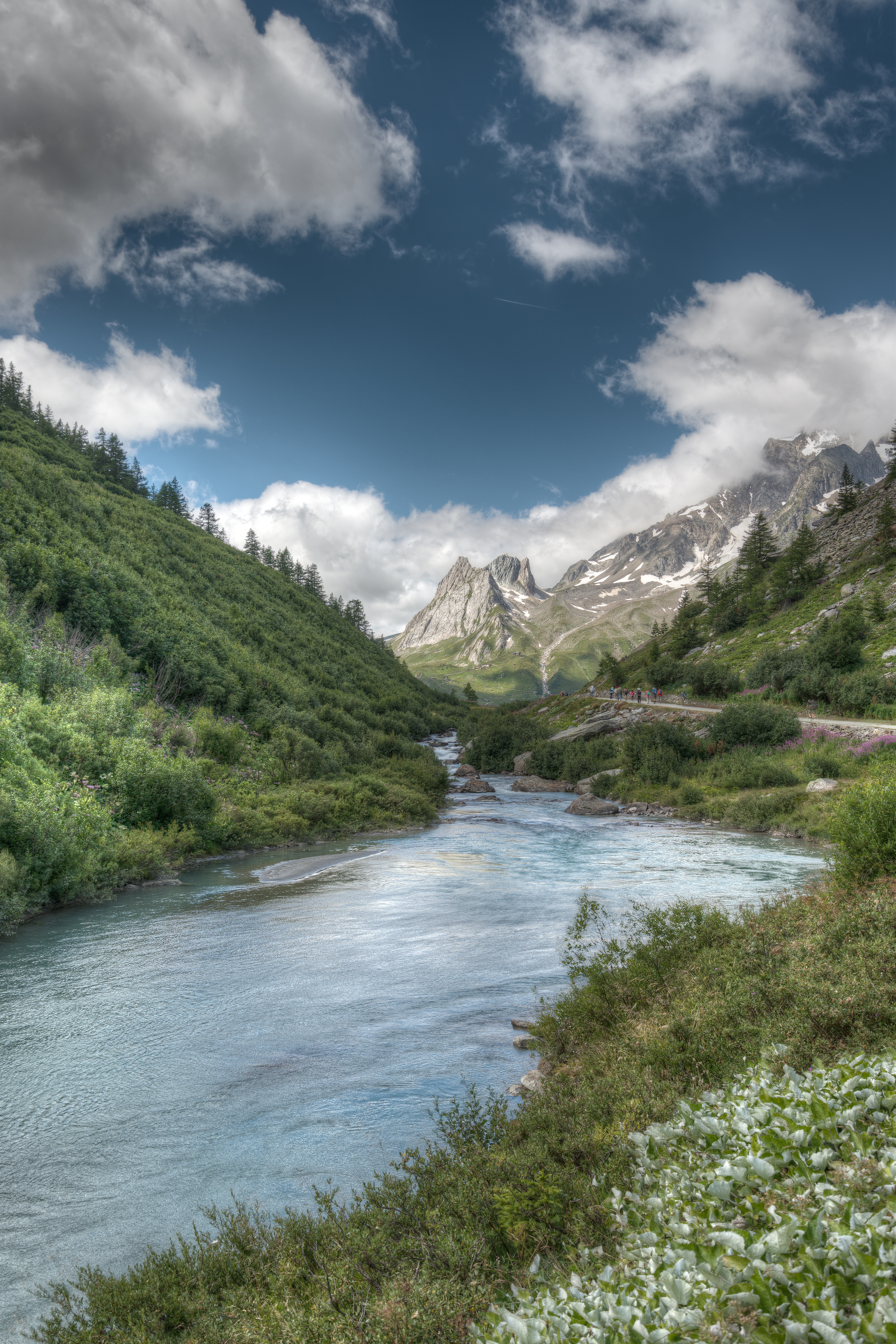
La Doire de Vény juste après le lac de Combal, contre la moraine du glacier du Miage à droite ; au fond, les Pyramides Calcaires.